# Tangier (Virginia)
Tangier ist ein Ort (Town) auf der gleichnamigen Insel (englisch Tangier Island) des Accomack County im US-amerikanischen Bundesstaat Virginia. Das U.S. Census Bureau hat bei der Volkszählung 2020 eine Einwohnerzahl von 436 ermittelt. Aufgrund des gegenwärtigen Meeresspiegelanstiegs und Landverlustes wird geschätzt, dass die Insel und damit der Ort in spätestens 50 Jahren unbewohnbar sein wird.

## Geographie
Die Stadt liegt auf der gleichnamigen Insel in der Chesapeake Bay. Die nächsten Orte auf dem Festland sind Crisfield in Maryland sowie Onancock und Reedville in Virginia.

## Geschichte
Ein Besiedelung in der vor-kolonialen Zeit erfolgte vermutlich durch die Pocomoke-Indianer, welche auch das umliegende Festland besiedelten. Erwähnt wurde die Insel 1608 bei der Erkundung der Chesapeake Bay durch John Smith, der sie nach seinem Schiffsarzt Russle Isles nannte. Eine erste Besiedlung durch Europäer erfolgte im späten 17. Jahrhundert oder Anfang des 18. Jahrhunderts durch Viehbauern.
1812 diente die Insel während des Britisch-Amerikanischen Kriegs als Bereitstellungsraum für die britischen Streitkräfte. Sie errichteten unter dem Kommando des Seebefehlshabers Vizeadmiral Alexander Cochrane Fort Albion auf der Insel; dieses diente als Ausgangspunkt für die Schlacht bei Bladensburg und den nachfolgenden Brand von Washington im August 1814.
Während des Krieges flohen Sklaven auf die Insel, um sich dem britischen Schutz zu unterstellen. Viele von ihnen dienten später in den Colonial Marines, einer aus ehemaligen Sklaven aufgestellten Kolonialtruppe der britischen Kolonien in der Karibik.
Der Meeresanstieg führt dazu, dass „immer mehr Fläche […] zu Marschland“ wird. „Landwirtschaft ist wegen der Versalzung des Bodens unmöglich geworden.“

### Sprache
Einheimische der Insel sprechen einen besonderen Dialekt des amerikanischen Englisch, der wie ein älteres britisches Englisch klingt. Vermutet wird, dass durch die relative Abgeschiedenheit der Dialekt der frühen Siedler zum Teil erhalten blieb, die aus der Region um Cornwall kamen.

## Wirtschaft und Verkehr
Die Bevölkerung der Insel lebt hauptsächlich vom Tourismus und der Fischwirtschaft mit Austern und Krabben. Die gefangenen Meerestiere werden den Touristen in mehreren Restaurants direkt zum Verzehr angeboten.

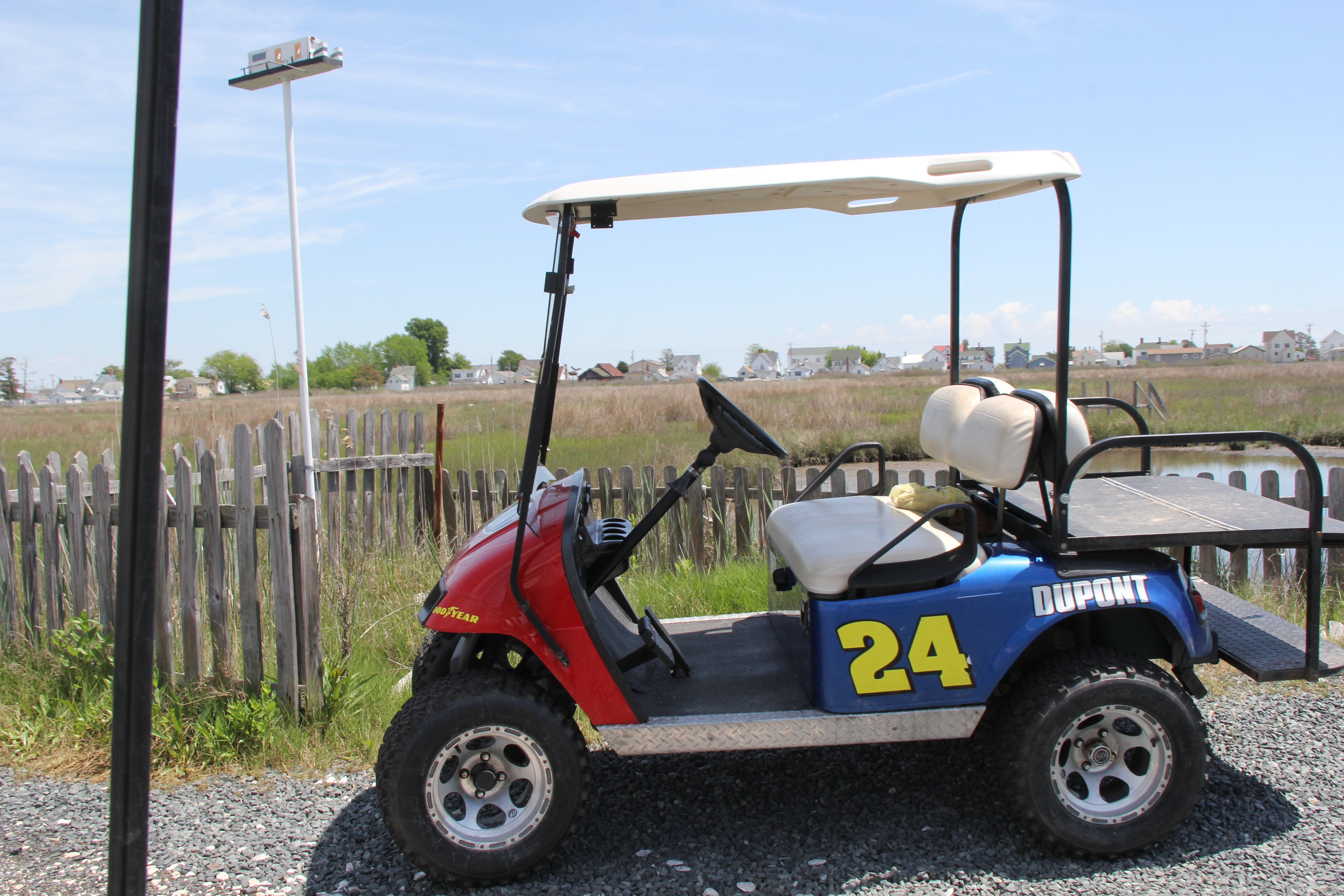
Typisches Transportmittel auf der Insel

Zum Festland existiert keine direkte Straßenverbindung, die Verbindung wird mit Fähren sichergestellt, die sommers von Reedville, Onancock und Chincoteague aus betrieben werden. Ein ganzjährige regelmäßige Fährverbindung besteht nur nach Crisfield in Maryland. Da diese Fähren keine Autos transportieren, sind das Zweirad und Golfmobile die hauptsächlichen Transportmittel auf den Inseln. Größere Fahrzeuge können auf der Insel nur mit Genehmigung des Stadtrates betrieben werden.
Die Stadt betreibt einen eigenen öffentlichen Flughafen Tangier Island Airport (ICAO-Flugplatzcode KTGI), der für die allgemeine Luftfahrt freigegeben ist und eine asphaltierte Start- und Landebahn von 739 m Länge besitzt. Weil er einer der wenigen unkontrollierten Flugplätze in Virginia ist, wird eine Landegebühr erhoben.